# Résolution 1308 du Conseil de sécurité des Nations unies
Membres permanents
- Chine
- États-Unis
- France
- Royaume-Uni
- Russie

Membres non permanents
- Argentine
- Bangladesh
- Canada
- Jamaïque
- Malaisie
- Mali
- Namibie
- Pays-Bas
- Tunisie
- Ukraine

Résolution no 1307 Résolution no 1309
La résolution 1308 du Conseil de sécurité des Nations Unies, adoptée à l'unanimité le 17 juillet 2000, a été la première résolution à aborder l'impact du VIH/SIDA dans le monde. Le Conseil de sécurité a demandé aux pays d'envisager le dépistage et le conseil volontaires en matière de VIH/SIDA pour les troupes déployées dans les opérations de maintien de la paix.
S'exprimant après l'adoption unanime de la résolution parrainée par les États-Unis, l'ambassadeur américain Richard Holbrooke a remercié les membres du Conseil de sécurité pour la « résolution sans précédent sur une question de santé – la première dans l'histoire du Conseil de sécurité ».

## Résolution

### Préambule
Le Conseil de sécurité exprime sa préoccupation par la pandémie du VIH/SIDA dans le monde, et en particulier en Afrique. L’Assemblée générale des Nations unies et le Conseil économique et social des Nations unies jouent un rôle important et il est nécessaire de coordonner les efforts pour lutter contre ces afflictions. La propagation du VIH/SIDA a de lourdes conséquences sur la société, est exacerbée par la violence et pourrait conduire à l'instabilité et à des situations d'urgence si rien n'est fait pour y remédier.
Le Conseil a également reconnu la nécessité d'inclure la prévention et l'accompagnement en matière de VIH/SIDA dans les missions de maintien de la paix des Nations Unies. Il a salué la tenue de la 13e Conférence internationale sur le sida en Afrique du Sud, le premier événement de ce type organisé dans un pays en développement. En outre, il a également pris note de l'appel du Secrétaire général Kofi Annan à réduire les taux d'infection par le VIH/SIDA chez les 15 à 24 ans de 25 % d'ici 2010.

### Dispositif
La résolution exprime son inquiétude quant à l'impact du VIH/SIDA sur le personnel international de maintien de la paix et de soutien. Le Conseil a reconnu les efforts déployés par certains pays pour résoudre le problème par le biais de programmes nationaux et a encouragé ceux qui ne l'avaient pas encore fait à coopérer avec la communauté internationale et le Programme commun des Nations Unies sur le VIH/SIDA (ONUSIDA) pour élaborer des stratégies à long terme pour lutter contre la maladie. Le Secrétaire général a été invité à prendre des mesures supplémentaires dans la formation des soldats de la paix pour prévenir les maladies.
L'ONUSIDA a été encouragé à renforcer la coopération avec les États membres. Le Conseil a conclu en exprimant son intérêt à progresser sur la question de l'accès au traitement et aux soins ainsi qu'à la prévention à travers des discussions avec les pays, les organismes des Nations Unies, les organisations internationales et l'industrie.

## Individus
Le chef de cabinet de Richard Holbrooke, RP Eddy, était le principal rédacteur et négociateur américain de la résolution,.

## Voir également
- Liste des pays par taux de prévalence du VIH/SIDA chez les adultes
- Envoyé spécial des Nations Unies pour le VIH/SIDA en Afrique